# Шагжин Цирен Галзутович
Цирен Галзутович Шагжи́н (нар. 5 травня 1918, Хара-Шибір — пом. 1994, Москва) — бурятський радянський актор, співак, театральний режисер, драматург і письменник.

## Біографія
Народився 5 травня 1918 року в улусі Хара-Шибірі (нині Заіграєвський район Бурятії, Росія). 1938 року закінчив театрально-музичне училище в Улан-Уде і був прийнятий до Бурятського драматичного театру.
Член ВКП(б) з 1943 року. Протягом 1952—1959 років обіймав посаду головного режисера Бурятського драматичного театру, у 1966—1970 роках — художнього керівника Бурятського театру опери та балету. Останні десятиліття жив у Москві, де й помер 1994 року.

## Творчість
У театрі зіграв понад 70 ролей різного плану (комедійні, гостро характерні, драматичні), зокрема:
- Суут Мерген («Баїр» Гомбожапа Цидинжапова та Аполлона Шадаєва, 1939);
- Основа («Сон літньої ночі» Вільяма Шекспіра, 1945);
- Тихін («Гроза» Олександра Островського, 1947);
- Шагтамі («Вогненна річка» Даширабдана Батожабая, 1953).

Був виконавцем бурятських народних пісень.
Знімався у кіно, де зіграв ролі:
- Ірінчінов («Пржевальський», 1951);
- Уладай («Випадок в тайзі», 1953);
- Тихоня («Пора тайгового проліска», 1958);
- Санжи Тарнуєв («Крик тиші», 1981).

Поставив вистави:
- «Ключ щастя» Хоци Намсараєва (1952);
- «Слуга двох панів» Карло Гольдоні (1953);
- «Вибачте, будь ласка» Андрія Макайонка (1954);
- «Людина і вовк» Анхеля Гімери;
- «Ясне небо» Цао Юя;
- «Будамшу» власна.

Автор п'єс «Хитрий Будамшу» (1954) за мотивами бурятського фольклору; «Перший рік» (1956), «Пісня весни» (1957), «Гей так, Базар, Базар!» (1958), «На теренах батьківщини» (1959), «Совість» (1961, з життя бурятського колгоспу), «Юність» (1962), «Палаючі джунглі» (1966), «Клятва» (1969), комедії «Чорт у скрині» (1963). Деякі твори перекладені мовами народів СРСР.
У 1960-х роках набув популярності як письменник. Автор низки повістей та багатьох оповідань, виданих бурятською та російською мовами в Улан-Уде, Іркутську, Москві. 

## Відзнаки
- Нагороджений орденом «Знак Пошани»[1];

почесні звання
- Народний артист Бурятської АРСР з 1953 року;
- Заслужений діяч мистецтв РРФСР з 1957 року.